# Джулини, Карло Мария
Ка́рло Мари́я Джули́ни (итал. Carlo Maria Giulini; 9 мая 1914, Барлетта, ― 14 июня 2005, Брешиа) ― итальянский симфонический и оперный дирижёр. Наибольшее признание получил как интерпретатор немецко-австрийской симфонической музыки XVIII―XIX веков, опер Д. Верди и В. А. Моцарта и духовной музыки.

## Биография
Карло Мария Джулини родился в состоятельной семье в Барлетте, на юге Италии, но после окончания Первой мировой войны семья переехала на север, в Больцано, только что возвращённый Италии распавшейся Австро-Венгерской империей: в городе господствовала австрийская культура и обиходным языком был немецкий, ― впоследствии именно этим обстоятельством музыковеды объясняли, почему итальянец Джулини стал одним из лучших интерпретаторов немецко-австрийской симфонической музыки: Моцарта, Бетховена, Брамса, Шуберта, Брукнера и Малера.
В детстве Джулини играл на скрипке, в Академии Санта-Чечилия в Риме (с 1930 года) учился у Реми Принчипе игре на альте, у Алессандро Бустини ― композиции, а позже у Бернардино Молинари ― дирижированию; окончил Академию в 1941 году. C 1934 года играл на альте в оркестре Аугустео, которым в то время дирижировали, в качестве гастролёров, Вильгельм Фуртвенглер, Отто Клемперер, Бруно Вальтер, Виллем Менгельберг.

### Начало карьеры
В 1944 году Джулини дебютировал с оркестром Аугустео в качестве дирижёра — на торжественном концерте, посвященном освобождению города союзниками. Два года спустя он возглавил оркестр Римского радио, репертуар которого пополнил редко исполняемыми сочинениями А. Скарлатти, Ф. Малипьеро и других итальянских композиторов. В 1950 году он основал симфонический оркестр Миланского радио; в том же году дебютировал в опере, продирижировав «Травиатой» Д. Верди в Бергамо; здесь началось его сотрудничество с Марией Каллас.
Со своим миланским оркестром Джулини исполнял как симфонический, так и оперный репертуар, в том числе забытые оперы «Горации и Куриации» Д. Чимарозы и «Лунный мир» Й. Гайдна; в 1951 году осуществил первую запись оперы Д. Верди «Двое Фоскари». На молодого дирижёра обратил внимание Артуро Тосканини, и в 1952 году по его рекомендации Джулини дебютировал в театре «Ла Скала» с оперой М. де Фальи «Жизнь коротка».

### В «Ла Скала»
В первый свой сезон Джулини осуществил постановки опер «Итальянка в Алжире» Дж. Россини, «Адриана Лекурвер» Ф. Чилеа и новой редакции «Коронация Поппеи» К. Монтеверди. В 1953 году по рекомендации Артуро Тосканини и Виктора де Сабаты Джулини сменил последнего на посту главного дирижёра «Ла Скала». В течение трёх сезонов он поставил целый ряд опер, классических («Альцеста» К. В. Глюка, «Вольный стрелок» К. М. Вебера, «Любовный напиток» Г. Доницетти) и современных (в том числе «Замок Герцога Синяя Борода» Б. Бартока и «Свадебка» И. Стравинского); в его постановке «Золушки» Дж. Россини дебютировал в качестве оперного режиссёра Франко Дзеффирелли. К 1955 году относится легендарная постановка «Травиаты» в режиссуре Лукино Висконти, с Марией Каллас в главной партии.
Ещё в 1952 году на Джулини обратил внимание — с подачи Сабаты — знаменитый продюсер фирм «Коламбия» и EMI Вальтер Легге. В те времена итальянские оркестры по всем статьям значительно уступали большинству европейских и тем более американским; оркестр «Ла Скала», с которым в начале 50-х работали многие выдающиеся дирижёры, не был исключением, — о первой своей встрече с никому за пределами Италии не известным дирижёром, на репетиции в театре, Легге вспоминал: «Этот человек, высокий, непосредственный, ещё молодой, извлекал из оркестра звук намного лучше обычного и лучше владел вниманием музыкантов». Легге нашёл в его лице замену Герберту фон Караяну в качестве основного дирижёра оркестра «Филармония». Первой записью Джулини под руководством Легге стал «Реквием» Л. Керубини, за ним последовали живые записи спектаклей «Ла Скала».
Сокращение репетиционного процесса и атмосфера в театре, несовпадение его вкусов со вкусами публики, не принимавшей режиссуру Висконти, побудили Джулини в 1956 году покинуть «Ла Скала»; как оказалось, навсегда.

### После «Ла Скала»
Благодаря сотрудничеству с EMI Джулини в середине 50-х годов был уже известен далеко за пределами Италии; он ставил спектакли в Римской опере и в театре «Ковент-Гарден», продолжая своё сотрудничество с Висконти и Дзеффирелли, много гастролировал как симфонический дирижёр, участвовал в различных музыкальных фестивалях. Постановка оперы Верди «Дон Карлос» в театре «Ковент-Гарден» в 1958 году принесла Джулини славу одного из лучших интерпретаторов итальянского оперного репертуара. Но после лондонской постановки «Травиаты» в 1967 году Джулини прекратил работу в опере и сконцентрировал своё внимание на симфоническом и вокально-инструментальном жанрах; при этом осуществил ряд студийных записей опер Верди на EMI и Deutsche Grammophon.
В 60-х годах Джулини покорил Америку. Он руководил вместе с Георгом Шолти в 1969―1978 годах Чикагским симфоническим оркестром — в качестве главного приглашённого дирижёра; одновременно в 1973―1976 годах возглавлял Венский симфонический оркестр, а затем, в 1978―1984 годах ― Лос-Анджелелесский филармонический.
В 1982 году Джулини ненадолго вернулся к опере, поставив «Фальстафа» Верди в Лос-Анджелесе (был показан также в Лондоне и Милане) и вызвав споры непривычно драматической интерпретацией последней оперы итальянского классика. В 1984 году семейная трагедия заставила его покинуть Лос-Анджелес и в дальнейшем работать исключительно в Европе. В 1989 году Герберт фон Караян рекомендовал Джулини в качестве своего преемника в Берлинской филармонии; но Джулини счёл себя для этого поста уже слишком старым. В 90-х годах, оставаясь по-прежнему востребованным, он выступал все реже и реже, по состоянию здоровья часто отменял концерты в последний момент и в 1998 году завершил свою дирижёрскую карьеру.
За исключением недолгого периода в 50-х годах, когда он преподавал в Миланской консерватории и в числе его учеников оказался Лучано Берио, Джулини не занимался преподавательской деятельностью, но его учениками называют себя Саймон Рэттл и Мюнг Ван Чунг, работавшие под его руководством в Лос-Анджелесе; своим духовным отцом («padre spirituale») назвал Джулини Клаудио Аббадо.

### Частная жизнь
В 1942 году Джулини женился на дочери миланского промышленника Марчелле Джиролами, родившей ему троих сыновей. На протяжении многих лет Марчелла не только была его импресарио, но и, по свидетельству Мюнга, полностью освободила Джулини от всех земных забот. «Когда мы были молоды, — говорил Джулини в одном из интервью, — мы вовсе не были богаты… Марчелла скорее была готова [торговаться], чтобы сэконосить деньги, чем позволить мне делать то, во что я не верил». Тяжелый инсульт, поразивший её в 1981 году (умерла в 1995-м), собственно, и заставил Джулини покинуть Соединённые Штаты и ограничить свою деятельность Европой. Его лос-анджелесский ассистент Мюнг вспоминал: «…Многие не поняли: „Как он может вот так нас оставить?“ Но Джулини отвечал: „Моя жена посвятила мне всю свою жизнь, теперь моя очередь заботиться о ней“».

## Творчество
За дирижёрский стиль, сочетавший в себе лирическую теплоту интерпретации и ритмический динамизм, критики иногда сравнивали Джулини с Артуро Тосканини, однако Джулини предпочитал более медленные темпы и демократичную манеру работы с оркестром. Как отмечал ещё в 60-х годах критик В. Швингер, «при всей порывистой упоенности его музицирования Джулини никогда не позволяет оркестру вырываться из упряжки; каждый динамический оттенок он тщательно контролирует. Прелесть его интерпретации как раз и составляет то, как он взвинчивает экстатическую напряженность, чтобы в решающий момент снова её виртуозно остановить… Он способен лишать грубости даже самые дикие звуковые взрывы. Фразировка на широком дыхании, бережное проведение инструментальных соло, в результате чего они кажутся импровизацией, наконец, умение так лепить мелодию, что она приобретает пластичность, почти осязаемую форму, — всё это элементы фундамента, на котором стоит дирижерское искусство Джулини».
Поклявшись себе в молодости — после неудачного исполнения Бранденбургских концертов И. С. Баха — не браться за сочинение, пока не будет убеждён в каждой ноте, Джулини даже самых любимых композиторов исполнял избирательно: Бетховен и Брамс ― единственные, у кого он записал все симфонии. При этом среди его лучших записей ― последние, прощальные сочинения композиторов, включая Шестую симфонию П. Чайковского, а также Реквиемы ― от Л. Керубини до Б. Бриттена. Верующий католик, Джулини много внимания уделял духовной музыке; одной из последних его записей стала Месса си минор Баха.
В 40―50-х годах Джулини часто исполнял современных композиторов, с годами всё больше отдавал предпочтение музыке XVIII―XIX веков: симфоническая музыка XX века, по его мнению, «подменяет эмоции ощущениями», — исключениями из этого правила он считал Бенджамина Бриттена, с которым был связан и личной дружбой, и Дмитрия Шостаковича. В известной драме Патрика Зюскинда «Контрабас» именно Джулини, как «лучшее из лучшего», дирижирует фестивальной премьерой «Золота Рейна», ― в действительности Джулини Вагнера не любил, никогда не дирижировал его операми и не оставил ни одной записи его музыки.
Работая с лучшими оркестрами Европы и Соединённых Штатов, Джулини сделал ряд выдающихся записей, среди которых выделяются симфонии Л. ван Бетховена (с Лос-Анджелесским филармоническим оркестром, c Берлинским филармоническим оркестром, а также студийные и концертные записи с другими коллективами), И. Брамса (в том числе полные циклы с оркестром «Филармония» и с Венским филармоническим оркестром); А. Брукнера (Вторая, Седьмая, Восьмая и Девятая), Г. Малера (Первая, Девятая и «Песнь о земле»), Первый, Третий и Пятый фортепианные концерты Бетховена с Артуро Бенедетти Микеланджели, Первый и Второй концерты И. Брамса с Клаудио Аррау, оперы «Травиата», «Дон Карлос», «Риголетто», «Трубадур» Дж. Верди, «Свадьба Фигаро» и «Дон Жуан» В. А. Моцарта, а также записи Реквиемов Дж. Верди (в 1964 и 1989 годах) и В. А. Моцарта, «Немецкого реквиема» И. Брамса, «Военного реквиема» Б. Бриттена — на фирмах EMI, «Deutsche Grammophon» и, в последние годы, Sony.

## Признание
Карло Мария Джулини является лауреатом многих престижных музыкальных премий, он был избран почетным членом Общества любителей музыки (Gesellschaft der Musikfreunde) Вены (1978), удостоен Почетной докторской степени в гуманитарных науках университета Чикаго (1979), золотых медалей Международного Малеровского общества (1980) и Международного Брукнеровского общества (1978), Общества друзей Верди (1988). В 1990 году ему были также вручены Почетная золотая медаль Вены и Почетное кольцо Венского филармонического оркестра, а в 1992 году он был избран почётным доктором Католического университета в Милане. В Италии Джулини дважды — в 1963 и 1999 годах — удостаивался Золотой медали «За вклад в развитие культуры и искусства»; в 1985 году стал кавалером Большого креста ордена «За заслуги перед Итальянской Республикой». Лауреат премии Фельтринелли в 1988 году. Многократный лауреат премии журнала Gramophone, Джулини был введён в его Зал славы.